# Toro Rosso STR2
La Toro Rosso STR2 è un'automobile monoposto sportiva di Formula 1, che ha gareggiato nella stagione 2007. Venne iscritta dalla Toro Rosso, anche se il progetto era sostanzialmente identico a quello della Red Bull RB3. I piloti che la portarono in gara furono Vitantonio Liuzzi, Scott Speed e Sebastian Vettel. Per la prima fase della stagione 2008, la Toro Rosso ha fatto correre una versione modificata della STR2, denominata STR2B, adattata ai regolamenti in vigore, in attesa di far debuttare la STR3.

## La vettura
La vettura provocò delle perplessità dalla sua apparizione, in febbraio. Era infatti una copia della vettura messa in pista dall'altra squadra di proprietà della Red Bull, ossia la Red Bull RB3. La differenza principale fra le due vetture era la motorizzazione: la vettura della Red Bull montava infatti un motore Renault V8, mentre quella della Toro Rosso era spinta dal V8 Ferrari. Essendo il progetto principale quello della vettura "gemella", era ottimizzato per il motore Renault, e le modifiche necessarie per alloggiare il Ferrari ed i relativi accessori, per forza di cose, aveva portato a dei compromessi. Considerato comunque che nel 2006 la Toro Rosso aveva corso con un telaio del 2005 adattato ai nuovi regolamenti, ed un motore limitato, la STR2 rappresentava comunque un deciso progresso, almeno sulla carta. Disponeva di sospensioni con triangolo superiore ed inferiore e puntoni in carbonio, con barre di torsione e barre anti-rollio.

## Le controversie legali
Alcuni concorrenti del Mondiale di Formula 1 protestarono vivacemente contro la Toro Rosso, contestando la violazione del Patto della Concordia. In particolare Spyker e Williams furono i più accesi sostenitori del fatto che la regola, secondo cui ogni concorrente deve realizzare il proprio telaio, fosse stata infranta dalla scuderia faentina, ed anche dalla Super Aguri, che correva con un telaio identico a quello usato l'anno precedente dalla Honda.
In realtà il progettista, Adrian Newey, non era dipendente di nessuna delle due squadre coinvolte, Red Bull Racing e Toro Rosso, ma lavorava per un terzo soggetto, denominato Red Bull Technology. In questo modo, ognuno dei due concorrenti utilizzava un telaio progettato da un soggetto esterno, in maniera del tutto legale.
La Spyker sporse anche reclamo, contro la Toro Rosso, al Gran Premio di Malesia, come aveva già fatto in Australia contro la Super Aguri. I commissari dell'evento decisero però di non procedere, in quanto la violazione non era relativa al regolamento tecnico o sportivo FIA, ma riguardava il Patto della Concordia.

## La stagione 2007
Il lancio della vettura avvenne sul circuito di Barcellona, il 13 febbraio 2007. Benché i piloti rimanessero quelli dell'anno precedente, l'annuncio dell'ingaggio di Liuzzi fu dato contestualmente al lancio della vettura, mentre quello di Speed avvenne successivamente, il 24 febbraio.

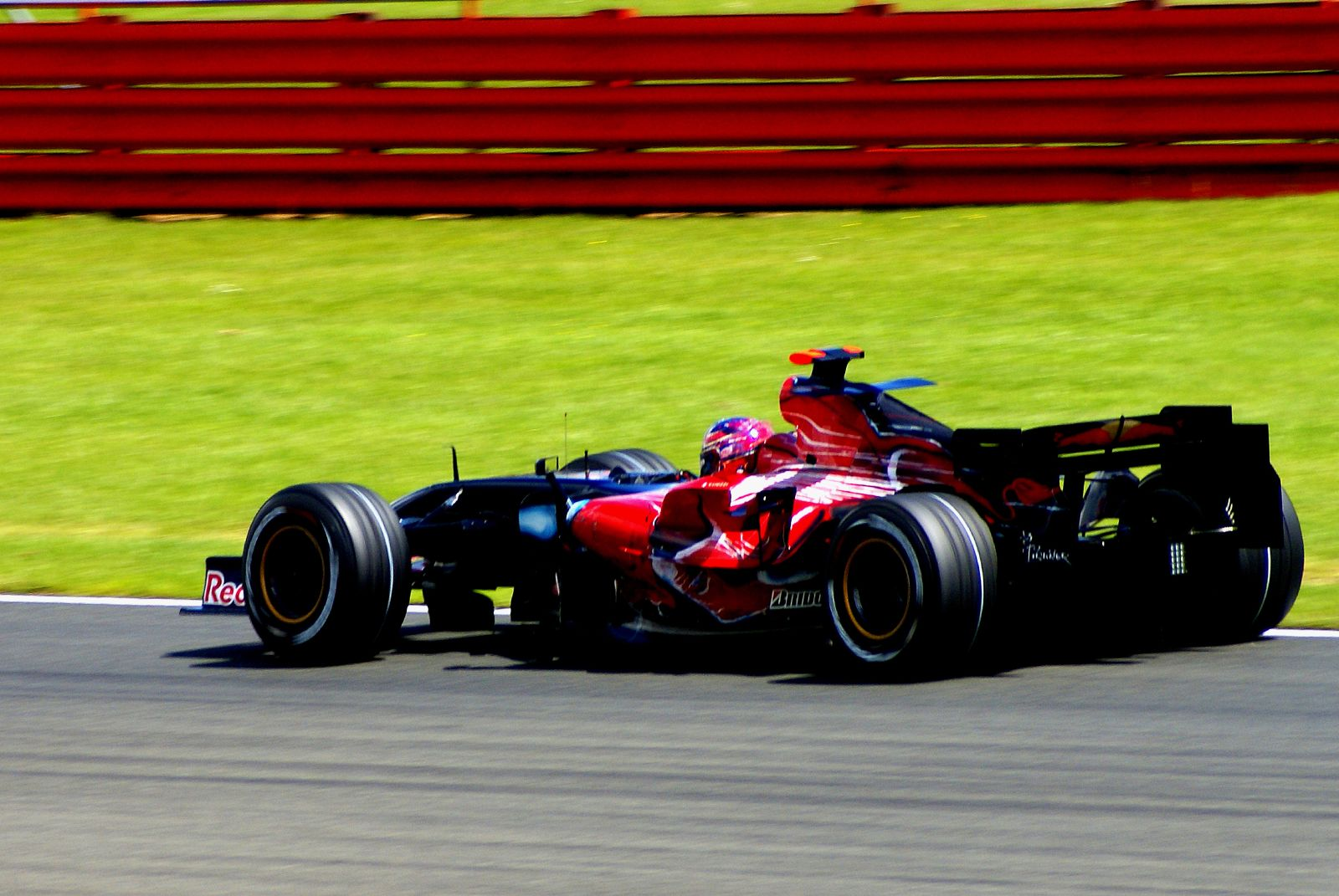
Vitantonio Liuzzi al Gran Premio di Gran Bretagna 2007

I test preliminari vennero condotti sia sul circuito tradizionale di Barcellona, sia su quello di Sakhir, sede del Gran Premio del Bahrain. Lo sviluppo della vettura fu per alcuni versi "parallelo" a quello della RB3: a Monaco venne introdotto un profilo supplementare ai lati del muso, analogo a quello introdotto dalla scuderia Red Bull nella gara precedente. La successiva evoluzione fu l'unione di questi due profili aggiuntivi in un profilo unico, formante un arco sopra il muso, come già fatto da McLaren e Williams. In questo caso, fu la STR2 a provare per prima in pista la soluzione, al Gran Premio del Belgio, mentre la RB3 introdusse la stessa innovazione per la trasferta in Estremo Oriente (Giappone e Cina). Sempre nel finale di stagione la Toro Rosso introdusse anche una pinna sul cofano motore, simile a quelle usate da BMW e Ferrari, per migliorare il flusso d'aria diretto all'ala posteriore e la stabilità generale della vettura. Oltre a queste modifiche sostanziali, nel corso della stagione vennero introdotte modifiche minori, in particolare agli elementi aerodinamici necessari per l'adattamento della vettura alle diverse tipologie di circuiti.

## Il modello STR2B
La relativa stabilità regolamentare permise alla Toro Rosso di prendere parte alle prime gare della stagione 2008 con una vettura, denominata STR2B, che consisteva nell'adattamento della STR2 alle novità previste dal regolamento. In questo modo era possibile proseguire lo sviluppo della vettura successiva, la STR3, che avrebbe fatto il suo debutto nel prosieguo della stagione.
L'area di maggior sviluppo, rispetto al modello STR2, fu quello della trasmissione, in quanto la stagione precedente aveva visto entrambe le squadre del gruppo Red Bull alle prese con problemi di affidabilità al cambio. Inoltre, il regolamento prevedeva, a partire dal 2008, che il cambio dovesse durare quattro gare, per non incorrere in penalità. Insieme al cambio, la necessità di montare la centralina elettronica unificata richiese lo sviluppo della parte telaistica, per far fronte all'assenza di traction control e freno motore. Da ultimo, vennero ingrandite le protezioni ai lati del casco.

## La stagione 2008
Le prime gare della stagione 2008, per la Toro Rosso, furono piuttosto deludenti, considerato il vantaggio di non aver dovuto mettere in pista una vettura nuova. Gli arrivi furono complessivamente tre, di cui uno a punti (Bourdais nella gara inaugurale, dove venne classificato nonostante non fosse giunto al traguardo), su 10 partecipazioni complessive. In alcuni casi ci furono problemi di affidabilità, ma diversi ritiri furono causati da contatti nelle prime fasi di gara, spesso in mezzo al gruppo.
La squadra prevedeva di far debuttare la STR3 già al Gran Premio di Turchia, ma l'incidente di Bourdais nelle prove della nuova vettura, oltre alla scarsa dotazione di ricambi, costrinse la squadra a posticipare il debutto al Gran Premio di Monaco.

## Piloti

### 2007
| Piloti ufficiali       | Piloti ufficiali  | Piloti ufficiali |
| Nazione                | Nome              | Numero           |
| ---------------------- | ----------------- | ---------------- |
| Italia (bandiera)      | Vitantonio Liuzzi | 18               |
| Stati Uniti (bandiera) | Scott Speed       | 19               |
| Germania (bandiera)    | Sebastian Vettel  | 19               |
| Piloti di riserva      |                   |                  |
| Nazione                | Nome              | Numero           |
| Svizzera (bandiera)    | Neel Jani         | 39               |

### 2008
| Piloti ufficiali         | Piloti ufficiali   | Piloti ufficiali |
| Nazione                  | Nome               | Numero           |
| ------------------------ | ------------------ | ---------------- |
| Francia (bandiera)       | Sébastien Bourdais | 14               |
| Germania (bandiera)      | Sebastian Vettel   | 15               |
| Piloti di riserva        |                    |                  |
| Nazione                  | Nome               | Numero           |
| Nuova Zelanda (bandiera) | Brendon Hartley    | 37               |

## Risultati in Formula 1
| Anno | Team                | Motore     | Gomme | Piloti |     |    |     |     |     |     |     |     |     |     |     |    |    |     |     |   |     | Punti | Pos. |
| ---- | ------------------- | ---------- | ----- | ------ | --- | -- | --- | --- | --- | --- | --- | --- | --- | --- | --- | -- | -- | --- | --- | - | --- | ----- | ---- |
| 2007 | Scuderia Toro Rosso | Ferrari V8 | B     | Liuzzi | 14  | 17 | Rit | Rit | Rit | Rit | 17† | Rit | 16† | Rit | Rit | 15 | 17 | 12  | 9   | 6 | 13  | 8     | 7º   |
| 2007 | Scuderia Toro Rosso | Ferrari V8 | B     | Speed  | Rit | 14 | Rit | Rit | 9   | Rit | 13  | Rit | Rit | Rit |     |    |    |     |     |   |     | 8     | 7º   |
| 2007 | Scuderia Toro Rosso | Ferrari V8 | B     | Vettel |     |    |     |     |     |     |     |     |     |     | 16  | 19 | 18 | Rit | Rit | 4 | Rit | 8     | 7º   |

| Anno | Team                | Motore     | Gomme | Piloti   |     |     |     |     |     |  |  |  |  |  |  |  |  |  |  |  |  |  | Punti | Pos. |
| ---- | ------------------- | ---------- | ----- | -------- | --- | --- | --- | --- | --- |  |  |  |  |  |  |  |  |  |  |  |  |  | ----- | ---- |
| 2008 | Scuderia Toro Rosso | Ferrari V8 | B     | Bourdais | 7†  | Rit | 15  | Rit | Rit |  |  |  |  |  |  |  |  |  |  |  |  |  | 39    | 6º   |
| 2008 | Scuderia Toro Rosso | Ferrari V8 | B     | Vettel   | Rit | Rit | Rit | Rit | 17  |  |  |  |  |  |  |  |  |  |  |  |  |  | 39    | 6º   |

| Legenda | 1º posto     | 2º posto | 3º posto    | A punti         | Senza punti/Non class.  | Grassetto – Pole position Corsivo – Giro più veloce |
| Legenda | Squalificato | Ritirato | Non partito | Non qualificato | Solo prove/Terzo pilota | Grassetto – Pole position Corsivo – Giro più veloce |

† Non ha terminato la gara ma è stato classificato in quanto ha completato più del 90% della distanza di gara.